# Russula fragilis
Russula fragilis es una especie de hongo comestible basidiomiceto de la familia Russulaceae.

## Características
La forma del sombrero (píleo) es convexo aplanado y cuando madura está hundido en el centro, puede medir hasta 5 cm de diámetro, su color puede ser variado, los hay amarillento, verde oliva y rosa violáceo, el centro es negruzco, los tonos de color desaparecen con la madurez y se torna pálido, el estipe es cilíndrico, firme y recto, de color blanquecino y puede tener un grosor de 1 cm, es un hongo muy frágil.
Se encuentra en lugares húmedos de los bosques de abedules y robledales, en toda Europa, Asia y América del Norte, en el verano y en el otoño.

## Comestibilidad
Es una seta comestible, pero puede causar problemas digestivos como muchos de los hongos de esta especie.

## Taxonomía
Descrita por primera vez por el micólogo Christiaan Hendrik Persoon en el año 1801 en su trabajo que llamó Synopsis methodica fungorum como Agaricus caeruleus. Fue transferido al género Russula en 1838 por el micólogo sueco Elias Magnus Fries.